# Jorge Carpio Nicolle
Jorge Carpio Nicolle (24 de octubre de 1932 - 3 de julio de 1993) fue un destacado político de Guatemala y editor de periódicos. Candidato presidencial de Guatemala en las elecciones generales de Guatemala de 1985.

## Biografía
Jorge Carpio, primo de Ramiro de León Carpio, llevó la representación de Guatemala como Delegado a la Asamblea General de Naciones Unidas, nombrado por el Canciller Emilio Arenales Catalán para representar a Guatemala en la Tercera Comisión de esa organización en 1967.  Ese año se redactaron otros pactos de Derechos Humanos, Económicos, Sociales y Culturales, así como el Protocolo de Derechos Civiles y Políticos.  En su larga trayectoria de proyección a la sociedad, Jorge Carpio promovió eventos y actividades en favor de la población más necesitada del país. Presidió la Cruz Roja Guatemalteca y la Organización de Bomberos. Promovió la realización de las Olimpíadas Especiales para el Niño Minusválidos y fue impulsor de varias de las Vueltas Ciclísticas más importantes que ha tenido Guatemala.

### Carrera periódista
En 1960 fundó el "Gráfico Deportivo" y en 1961 el semanario noticioso "Gráfico del Jueves". En 1963 surgió "Diario El Gráfico", desde el cual se presentó como periodista y editorialista por 30 años. Como periodista, ocupó la presidencia de diversas organizaciones nacionales y regionales como son: La Federación de Medios Publicitarios de Centroamérica y Panamá (FEMEPCAP) entre 1974-75; la Asociación de Medios Publicitarios de Guatemala (AMPG) entre 1975-76 y 77; la Federación de Medios de Comunicación de Centroamérica entre 1979-82; la Cámara Guatemalteca de Periodismo entre 1980-81 (siendo nombrado Presidente Honorario); la Asociación de Periódicos de Centroamérica (APCA) entre 1982-83 v la Federación de Medios de Comunicación  de Centroamérica (FEMECA) entre 1982-83.
Durante su presidencia en la Federación de Medios de Comunicación de Centroamérica y Panamá, obtuvo el galardón "Kin de Oro", por las campañas publicitarias "Somos cinco pueblos y un solo destino" y "Vivamos en paz, abajo la violencia", que fueron transmitidas masiva y simultáneamente a través de todos los medios de comunicación de la región centroamericana.

### Estudios académicos
Como profesional de la Ciencia Política, Jorge Carpio realizó diversos análisis de la realidad nacional e internacional. Entre una diversidad de temas y artículos, publicados en El Gráfico o editados por separado, destacan entre estos la tesis presentada a la Escuela de Ciencia Política de la Universidad de San Carlos para optar al título de politólogo: "Los partidos políticos de Guatemala (1954-1978)", siendo uno de los primeros estudios científicos sobre los partidos políticos en Guatemala.
En la crónica de viaje "Los Estados Unidos ante la coyuntura económica y política de la actualidad" analiza la realidad económica, política y social estadounidense, basándose en un viaje que realizó a ese país invitado por el Departamento de Estado en 1973. Sus editoriales de prensa evidenciaron su formación académica. Destacan entre estos una serie de artículos incluyendo "La estructura social de Guatemala", "Análisis sobre los retos de la junta militar de gobierno", "Reflexiones ante las masacres indígenas del altiplano", "Descentralizar es democratizar" y "Libertad de prensa y democracia".

### Carrera política
El 14 de julio de 1983 fundó el partido Unión del Centro Nacional (UCN), del cual se convirtió en Secretario General. Apenas con siete meses de existencia, UCN participó en las elecciones del 1 de julio de 1984 para integrar la Asamblea Nacional Constituyente que habría de redactar la actual Constitución Política del país, logrando colocarse como uno de los partidos principales del país. Posteriormente, Jorge Carpio compitió como candidato presidencial en las elecciones generales de 1985, alcanzando el segundo lugar. Aunque en segunda vuelta fue derrotado, su partido se consolidó como la principal fuerza de oposición política en el país.
En 1990 se desempeñó como Presidente de la Federación de Partidos Liberales y Centristas de Centroamérica y el Caribe, además de ser vicepresidente de la Internacional Liberal. Ese mismo año, Jorge Carpio participó de nuevo como candidato presidencial en las elecciones generales de noviembre, obteniendo el primer lugar en la primera ronda electoral, pero obtuvo el segundo lugar en la segunda vuelta. Sin embargo, continuó con su actividad política a nivel nacional. En 1992 publicó una propuesta para mejorar el sistema político guatemalteco, denominada la "Carta de Octubre", que proponía ser un instrumento de reflexión sobre las posibilidades de desarrollo político del país. Como líder nacional, Jorge Carpio jugó un papel importante en el retorno a la democracia luego del intento de golpe de Estado del 25 de mayo de 1993. En la noche del sábado 3 de julio de ese mismo año, en un obscuro negro incidente, Jorge Carpio Nicolle fue asesinado a balazos junto con otros tres miembros del UCN en el departamento del El Quiché, durante una gira política por el occidente del país. Su muerte generó el repudio de la sociedad guatemalteca.